# Скрубберний пиловловлювач

Скрубберний пиловловлювач: 1	– циліндр; 2 – конус; 3 – фланець; 4 – кільце; 5 – фартух; 6 – дифузор;
5	– шибер; 8 – форсунки; 9 – трубопровід; 10 – вентиль; 11 – клапан; 12 – патрубок; 13 – затвор; 14 – лаз.

Скрубберний пиловловлювач ВТІ «Промбудпроект» отримав широке застосування на вуглезбагачувальних фабриках при остаточному очищенні газу труб-сушарок, хоча він і поступається за ефективністю прямоточному пиловловлювачу. 
Пиловловлювач (Рис. ) складається з металевого циліндра 1, покритого усередині протикислотною футеровкою, конуса 2 з фланцем 3. 
На висоті 3/4 довжини циліндра встановлено кільце 4 з алюмінієвим фартухом 5. Запилений газ подається через дифузор 6 з шибером 7 в циліндр по дотичній і обертається, піднімаючись вгору. Через форсунки 8 по трубопроводу 9 подається рівномірно розподілена по всьому перетину циліндра вода, яка, ударяючись об фартух 5, відбивається на поверхню циліндра і стікає по ній вниз. Кількість води регулюється вентилем 10. 
Газ, обертаючись, піднімається вгору, частинки пилу відкидаються на поверхню циліндра і несуться водою через патрубок 12 в гідравлічний затвор 13. Очищений газ йде в атмосферу через клапан 11. Для огляду пиловловлювача передбачений лаз 14. Ефективність уловлювання пилу складає 96–97%. До переваг цих пиловловлювачів відносяться: уловлювання пилу невеликого розміру, високий ККД, простота конструкції, невеликі витрати на споруди.